# Thaumalea serbica
Thaumalea serbica är en tvåvingeart som beskrevs av Wagner 1980. Thaumalea serbica ingår i släktet Thaumalea och familjen mätarmyggor.
Artens utbredningsområde är Serbien. Inga underarter finns listade i Catalogue of Life.